# Asparagus mozambicus
Asparagus mozambicus är en sparrisväxtart som beskrevs av Carl Sigismund Kunth. Asparagus mozambicus ingår i släktet sparrisar, och familjen sparrisväxter. Inga underarter finns listade i Catalogue of Life.